# Gastrotheca fissipes
Gastrotheca fissipes és una espècie de granota de la família del hemipràctids. Va ser descrit com a Nosotrema fissipes per George Albert Boulenger el 1888. El nom específic fissipes en llatí significa «de peu forcat, esquerdat, fes».
Ocupa boscs primaris i secundaris així com a la vora de tals boscs, i s'associa principalment amb bromèlias terrestres i arbòries. També s'ha trobat en bromeliàcies de matolls i en afloraments rocosos. Es reprodueix per desenvolupament directe, els ous es porten en una bossa a l'esquena de la femella i les granotes joves creixen en bromèlias.
Viu a les terres baixes costaneres de l'estats del Brasil de Pernambuco, Alagoas, Sergipe i molt al sud d'allà a la costa de l'estat de Bahia, a l'est del Brasil, per sota dels 700 m d'altitud.
A la Llista Vermella de la UICN (2004) és catalogat com risc mínim d'extinció.